# 蜂屋定頼
蜂屋 定頼（はちや さだより）は、安土桃山時代から江戸時代初期の武将。徳川家康の家臣。

## 略歴
父の代から徳川家康に仕える。天正12年（1584年）小牧・長久手の戦いに従軍し、長久手合戦では永井直勝・安藤直次らとともに池田恒興の首級を戦い、自身は恒興の家臣を討ち取った。天正19年（1591年）相模鎌倉郡内に400石。慶長5年（1600年）関ヶ原の戦いに従軍。戦後、与力10騎と同心20人を預けられ、相模高座郡・愛甲郡内に300石と300俵の加増を受ける。その後は徳川秀忠の配下となった。
寛永6年（1629年）ころに死去したが、その時には長男定共は死去しており、次男定氏は刃傷事件を起こして逐電していた。そのため次女の子にあたる定吉（布施氏）に長女の娘（堀氏）を娶らせて家督を継承させた。